# S.F. Sorrow
Az 1968-as S.F. Sorrow a Pretty Things nagylemeze. Egyike az első rock koncepcióalbumoknak. Phil May gitáros egy történetén alapszik, és dalciklusként kíséri végig a főszereplőt (Sebastian F. Sorrow) a születéstől kezdve szerelmen, háborún, tragédián, őrültségen át az öregkoron át. Szerepel az 1001 lemez, amit hallanod kell, mielőtt meghalsz című könyvben.

## Az album dalai
| 1. | S.F. Sorrow is Born   | May, Taylor, Waller        | 3:12 |
| 2. | Bracelets of Fingers  | May, Taylor, Waller        | 3:41 |
| 3. | She Says Good Morning | May, Taylor, Waller, Alder | 3:23 |
| 4. | Private Sorrow        | May, Taylor, Waller, Povey | 3:51 |
| 5. | Balloon Burning       | May, Taylor, Waller, Povey | 3:51 |
| 6. | Death                 | May, Taylor, Waller, Alder | 3:05 |

| 1. | Baron Saturday   | May, Taylor, Waller                      | 4:01 |
| 2. | The Journey      | May, Taylor, Waller, Alder               | 2:46 |
| 3. | I See You        | May, Taylor, Waller                      | 3:56 |
| 4. | Well of Destiny  | Smith, May, Taylor, Waller, Povey, Alder | 1:46 |
| 5. | Trust            | May, Taylor, Waller                      | 2:49 |
| 6. | Old Man Going    | May, Taylor, Waller, Povey, Alder        | 3:09 |
| 7. | Loneliest Person | May, Taylor, Waller, Alder               | 1:29 |

## Közreműködők
- Phil May – ének
- Dick Taylor – szólógitár, ének
- John Povey – orgona, szitár, ütőhangszer, ének
- Wally Allen (azaz Waller) – basszusgitár, gitár, ének, fúvós hangszerek, zongora
- Skip Alan – dobok
- John Charles Alder (azaz Twink) – dobok